# Leonard Nelson
Pour les articles homonymes, voir Nelson.
Leonard Nelson, né le 11 juillet 1882 à Berlin et mort le 29 octobre 1927 à Göttingen, est un mathématicien, philosophe et socialiste allemand. Il a conçu le paradoxe Grelling–Nelson avec Kurt Grelling. 

## Biographie
Il obtient un doctorat à l'université de Göttingen, avec une thèse intitulée Jakob Friedrich Fries und seine jüngsten Kritiker. Il crée, avec Minna Specht, l'Internationaler Sozialistischer Kampfbund (ISK), mouvement politique socialiste qui s'engage dans la résistance au nazisme à partir de 1933. Il meurt quant à lui en 1927 à Göttingen.